# SM UC-22
SM UC-22 – niemiecki podwodny stawiacz min z okresu I wojny światowej, jedna z 64 zbudowanych jednostek typu UC II. Zwodowany 1 lutego 1916 roku w stoczni Blohm & Voss w Hamburgu, został przyjęty do służby w Kaiserliche Marine 30 czerwca 1916 roku. Przebazowany na Morze Śródziemne został nominalnie wcielony w skład marynarki Austro-Węgier jako SM U-62, pływając w składzie Flotylli Pola (a później II Flotylli Morza Śródziemnego). W czasie służby operacyjnej okręt odbył 15 patroli i misji bojowych, w wyniku których zatonęły 22 statki o łącznej pojemności 41 351 BRT i jeden okręt o wyporności 414 ton, a trzy statki o łącznej pojemności 14 012 BRT zostały uszkodzone. SM UC-22 został poddany Francuzom 3 lutego 1919 roku w wyniku podpisania rozejmu w Compiègne, a następnie złomowany w 1921 roku.

## Projekt i budowa
Dokonania pierwszych niemieckich podwodnych stawiaczy min typu UC I, a także zauważone niedostatki tej konstrukcji, skłoniły dowództwo Cesarskiej Marynarki Wojennej z admirałem von Tirpitzem na czele do działań mających na celu budowę nowego, znacznie większego i doskonalszego typu okrętu podwodnego. Opracowany latem 1915 roku projekt okrętu, oznaczonego później jako typ UC II, tworzony był równolegle z projektem przybrzeżnego torpedowego okrętu podwodnego typu UB II. Głównymi zmianami w stosunku do poprzedniej serii były: instalacja wyrzutni torpedowych i działa pokładowego, zwiększenie mocy i niezawodności siłowni oraz wzrost prędkości i zasięgu jednostki – kosztem rezygnacji z możliwości łatwego transportu kolejowego, ze względu na powiększone rozmiary.
SM zamówiony został 29 sierpnia 1915 roku jako siódma jednostka z I serii okrętów typu UC II (numer projektu 41, nadany przez Inspektorat U-Bootów), w ramach wojennego programu rozbudowy floty . Został zbudowany w stoczni Blohm & Voss w Hamburgu jako jeden z 24 okrętów tego typu zamówionych w tym zakładzie. Stocznia oszacowała czas budowy okrętu na 8 miesięcy. UC-22 otrzymał numer stoczniowy 272 (Werk 272) . Stępkę okrętu położono w 1915 roku , a zwodowany został 1 lutego 1916 roku. Koszt budowy okrętu wyniósł 1 mln 729 tys. marek.

## Dane taktyczno-techniczne
UC-22 był średniej wielkości przybrzeżnym okrętem podwodnym o konstrukcji dwukadłubowej. Długość całkowita wynosiła 49,35 metra, szerokość 5,22 metra i zanurzenie 3,68 metra . Wykonany ze stali kadłub sztywny miał 39,3 metra długości i 3,65 metra szerokości, a wysokość (od stępki do szczytu kiosku) wynosiła 7,46 metra . Wyporność w położeniu nawodnym wynosiła 417 ton, a w zanurzeniu 493 tony. Jednostka miała wysoki, ostry dziób przystosowany do przecinania sieci przeciwpodwodnych; do jej wnętrza prowadziły trzy luki: pierwszy przed kioskiem, drugi w kiosku, a ostatni w części rufowej, prowadzący do maszynowni . Cylindryczny kiosk miał średnicę 1,4 metra i wysokość 1,8 metra, obudowany był opływową osłoną .
Okręt napędzany był na powierzchni przez dwa 6-cylindrowe, czterosuwowe silniki wysokoprężne MAN S6V23/34 o łącznej mocy 368 kW (500 KM), a pod wodą poruszał się dzięki dwóm silnikom elektrycznym BBC o łącznej mocy 340 kW (460 KM). Dwa wały napędowe obracały dwie śruby wykonane z brązu manganowego (o średnicy 1,9 metra i skoku 0,9 metra) . Okręt osiągał prędkość 11,6 węzła na powierzchni i 7 węzłów w zanurzeniu. Zasięg wynosił 9430 Mm przy prędkości 7 węzłów w położeniu nawodnym oraz 55 Mm przy prędkości 4 węzłów pod wodą. Zbiorniki mieściły 56 ton paliwa , a energia elektryczna magazynowana była w dwóch bateriach akumulatorów 26 MAS po 62 ogniwa, zlokalizowanych pod przednim i tylnym przedziałem mieszkalnym załogi. Okręt miał siedem zewnętrznych zbiorników balastowych . Dopuszczalna głębokość zanurzenia wynosiła 50 metrów , a czas wykonania manewru zanurzenia 40 sekund.
Głównym uzbrojeniem okrętu było 18 min kotwicznych typu UC/200 w sześciu skośnych szybach minowych o średnicy 100 cm, usytuowanych w podwyższonej części dziobowej jeden za drugim w osi symetrii okrętu, pod kątem do tyłu (sposób stawiania – „pod siebie”). Układ ten powodował, że miny trzeba było stawiać na zaplanowanej przed rejsem głębokości, gdyż na morzu nie było do nich dostępu; umożliwiało to jednak stawianie min w zanurzeniu, co znacznie zwiększało ich skuteczność – zwłaszcza na wodach opanowanych przez przeciwnika, do działań na których były przewidziane. Wyposażenie uzupełniały dwie zewnętrzne wyrzutnie torped kalibru 500 mm (umiejscowione powyżej linii wodnej na dziobie, po obu stronach szybów minowych), jedna wewnętrzna wyrzutnia torped kal. 500 mm na rufie (z łącznym zapasem 7 torped) oraz umieszczone przed kioskiem działo pokładowe kal. 88 mm L/30, z zapasem amunicji wynoszącym 130 naboi . Okręt wyposażony był w dwa peryskopy Zeissa: wachtowy i bojowy oraz radiostację z podnoszonym masztem o wysokości 10 metrów. Wyposażenie uzupełniała kotwica grzybkowa o masie 272 kg .
Załoga okrętu składała się z 3 oficerów oraz 23 podoficerów i marynarzy.

## Służba

### 1916 rok
1 lipca 1916 roku SM UC-22 został przyjęty do służby w Cesarskiej Marynarce Wojennej. Dowódcą jednostki mianowany został por. mar. (niem. Oberleutnant zur See) Heino von Heimburg, sprawujący wcześniej komendę nad UB-14 i UB-15, będący jednym z najsłynniejszego niemieckich dowódców okrętów podwodnych I wojny światowej . 22 września okręt opuścił Helgoland udając się na Morze Śródziemne do bazy w Poli. 28 września w odległości 75 Mm na północny zachód od Szetlandów napotkał zbudowany w 1896 roku rosyjski trzymasztowy drewniany szkuner „Emma” o pojemności 279 BRT, płynący z ładunkiem drewna z Soroki do Cork, po czym zatopił go ogniem z działa . Pozostała część rejsu przebiegła bez incydentów i po przebyciu Cieśniny Gibraltarskiej UC-22 dotarł 12 października do Cattaro, gdzie włączono go w skład Flotylli Pola . Okręt nominalnie wcielono do K.u.K. Kriegsmarine pod nazwą U-62, jednak załoga pozostała niemiecka.
W dniach 25 listopada – 7 grudnia UC-22 odbył patrol w rejonie Malty, stawiając nieopodal Valletty zagrody składające się z 18 min. 29 listopada w odległości 4 Mm na wschód od Fortu Delimara U-Boot storpedował zbudowany w 1910 roku brytyjski parowiec „Luciston” (2948 BRT), płynący z ładunkiem węgla z Cardiff na Maltę (nikt nie zginął) . 1 grudnia w odległości 100 Mm na południowy wschód od Malty ten sam los spotkał zbudowany w 1913 roku uzbrojony brytyjski parowiec „Burcombe” o pojemności 3516 BRT, transportujący zboże z Karaczi do Kingston upon Hull (na pozycji 35°20′N 16°23′E/35,333333 16,383333, śmierć poniosło trzech członków załogi)  . 4 grudnia w odległości 145 Mm na południowy wschód od Malty okręt zatopił zbudowany w 1901 roku francuski parowiec pasażerski „Algerie” (4035 BRT), płynący z Salonik do Francji . UC-22 wziął na pokład siedmiu rozbitków (w tym oficera) i dostarczył ich do bazy.
Od 23 grudnia 1916 roku do 5 stycznia 1917 roku okręt odbył drugi śródziemnomorski patrol, stawiając u wybrzeży Malty dwie zagrody liczące łącznie 18 min. 28 grudnia w odległości 48 Mm na południowy wschód od Malty U-Boot storpedował bez ostrzeżenia zbudowany w 1900 roku uzbrojony brytyjski parowiec „Oronsay” o pojemności 3761 BRT, przewożący ładunek juty i rudy manganu z Kalkuty do Dundee. Statek zatonął bez strat w ludziach na pozycji 35°25′N 15°15′E/35,416667 15,250000, a jego kapitan został wzięty do niewoli  . Dwa dni później w odległości 28 Mm na północny zachód od Gozo ten sam los spotkał zbudowany w 1911 roku uzbrojony brytyjski parowiec „Apsleyhall” o pojemności 3882 BRT, transportujący 6500 ton pszenicy z Karaczi do Cardiff . Statek zatonął bez strat w ludziach na pozycji 36°08′N 13°34′E/36,133333 13,566667, a jego kapitan trafił do niewoli  .

### 1917 rok
1 stycznia 1917 roku w odległości 84 Mm na południowy wschód od Malty UC-22 storpedował bez ostrzeżenia zbudowany w 1905 roku uzbrojony brytyjski parowiec „Baycraig” o pojemności 3761 BRT, przewożący 5800 ton cukru z Port Louis do Marsylii . Statek zatonął bez strat w załodze na pozycji 35°32′N 16°10′E/35,533333 16,166667, a jego kapitan został wzięty do niewoli  .
Z dniem 1 lutego, rozkazem szefa sztabu admiralicji niemieckiej z 12 stycznia tego roku, U-Booty należące do czterech flotylli Hochseeflotte, Flotylli Flandria i Flotylli Pola rozpoczęły nieograniczoną wojnę podwodną. W dniach 21 lutego – 7 marca okręt podwodny po raz kolejny udał się na wody okalające Maltę, stawiając w trzech zagrodach wszystkie 18 min. 27 lutego na pozycji 35°12′N 17°10′E/35,200000 17,166667 U-Boot uszkodził z działa pokładowego zbudowany w 1912 roku brytyjski parowiec „Bellorado” o pojemności 4649 BRT, transportujący węgiel z Barry do Aleksandrii (na pokładzie statku zginęły trzy osoby) .
3 kwietnia okręt postawił nieopodal Al-Watan al-Kibli dwie zagrody minowe, na których uszkodzeń doznały dwa brytyjskie statki: zbudowany w 1911 roku parowiec „Cloughton” o pojemności 4221 BRT (nikt nie zginął)  oraz pochodzący z 1907 roku zbiornikowiec „Oberon” (5142 BRT), płynący pod balastem z Tulonu do Port Saidu (także obyło się bez strat w ludziach) . Dwa dni później na Morzu Sycylijskim U-Boot zatopił trzy niewielkie greckie żaglowce: „Agia” (20 BRT), „Evangelistria” (29 BRT) i „Kyriotis” (19 BRT) .
17 czerwca w odległości 30 Mm na zachód od Malty U-Boot zatopił grecki żaglowiec „Aghios Georgios” o pojemności 16 BRT (na pozycji 35°37′N 13°49′E/35,616667 13,816667) . 18 czerwca, gdy z zamiarem postawienia min zbliżał się do półwyspu Al-Watan al-Kibli u wybrzeża Tunezji, UC-22 wykrył nieprzyjacielski konwój dwóch parowców eskortowanych przez cztery okręty, nie był jednak w stanie podjąć próby ataku na nie. Następnego dnia o 5:45 rano wytropił okręt podwodny w towarzystwie torpedowca, płynący z zachodu z dużą prędkością na powierzchni. Był to zwodowany w 1914 roku francuski okręt podwodny „Ariane”, dowodzony przez kpt. mar. (fr. lieutenant de vaisseau) Leona Viorta, który właśnie ukończył drobne naprawy i został skierowany do dalszych działań bojowych. Heino von Heimburg, który dowodząc innymi okrętami zdołał już wcześniej zatopić trzy inne okręty podwodne, podjął decyzję o ataku z obu dziobowych wyrzutni torpedowych i o 5:58 uzyskał bezpośrednie trafienia z odległości 170 metrów, w cel płynący na powierzchni z prędkością 14 węzłów. Wraz z francuskim okrętem śmierć poniosło 21 marynarzy, a ośmiu uratował torpedowiec „Bourrasque” . W wyniku jednak gwałtownego opróżnienia wyrzutni torpedowej, załoga UC-22 utraciła kontrolę nad własnym okrętem, który uderzył w dno na głębokości 50 metrów. Po wynurzeniu na głębokość peryskopową, von Heimburg dostrzegł, iż towarzyszący francuskiemu okrętowi podwodnemu torpedowiec zawrócił zbliżający się ze wschodu duży statek. Doszedłszy do wniosku, że Francuzi zachowują się jakby spodziewali się min w tym rejonie, von Heimburg postanowił postawić swoje miny w innym miejscu.
Po zatopieniu w sumie czterech okrętów podwodnych, co uczyniło go rekordzistą wszech czasów w tym względzie, 14 lipca von Heimburg złożył dowództwo UC-22 i udał się do Niemiec. Pod jego dowództwem okręt odniósł jednak największe sukcesy, zatapiając w sumie 12 statków o łącznym tonażu 23 886 BRT i okręt podwodny o wyporności 414 ton, uszkadzając ponadto trzy inne statki o łącznej pojemności 14 012 BRT .
14 lipca 1917 roku nowym dowódcą UC-22 został por. mar. Erich Wiesenbach . W środkowej części Morza Śródziemnego 31 lipca okręt zatopił grecki żaglowiec „Regina” (70 BRT), a 3 sierpnia jego los podzielił włoski żaglowiec „San Nicola” (30 BRT) . 14 sierpnia w odległości 35 Mm od Aleksandrii U-Boot zatrzymał i zatopił ogniem artyleryjskim zbudowany w 1877 roku hiszpański drewniany bark „Julita” o pojemności 641 BRT, przewożący ładunek bawełny i fosforanów z Aleksandrii do Barcelony . 22 sierpnia nieopodal Korfu UC-22 zatopił zbudowany w 1905 roku francuski krążownik pomocniczy „Golo II” (1380 BRT), płynący z Malty na Korfu. Jednostka zatonęła na pozycji 38°53′N 19°20′E/38,883333 19,333333, a na jej pokładzie zginęły 42 osoby .

### 1918 rok
Na początku 1918 roku niemieckie siły podwodne na Morzu Śródziemnym przeszły reorganizację, w wyniku której Flotylla Pola została podzielona na dwie części: I Flotylla w Poli (I. U-Flottille Mittelmeer) i II Flotylla w Cattaro (II. U-Flottille Mittelmeer), a UC-22 znalazł się w składzie tej drugiej . 1 stycznia 1918 roku okręt otrzymał nowego dowódcę, którym został por. mar. Carl Bünte . 20 stycznia nieopodal wyspy Keos U-Boot zatopił w ataku torpedowym brytyjski krążownik pomocniczy HMS „Louvain” o pojemności 1830 BRT, przewożącego żołnierzy. Na statku, który zatonął na pozycji 37°38′N 24°10′E/37,633333 24,166667, zginęły 224 osoby . 25 stycznia na Morzu Egejskim okręt zatopił grecki żaglowiec „Aghios Dimitrios” (50 BRT) . 16 kwietnia u wybrzeży Albanii U-Boot zatopił zbudowany w 1898 roku włoski parowiec „Romania” o pojemności 2562 BRT (na pozycji 40°24′N 19°14′E/40,400000 19,233333, bez strat w ludziach) .
17 maja nastąpiła kolejna zmiana na stanowisku dowódcy okrętu: nowym został por. mar. Eberhard Weichold . 13 czerwca 1918 roku na postawioną przez UC-22 19 czerwca 1917 roku u wybrzeży Tunezji minę wszedł zbudowany w 1910 roku norweski parowiec „Octo” (1620 BRT), płynący z ładunkiem siarki na trasie Licata – Cette. Statek zatonął na pozycji 37°08′N 10°54′E/37,133333 10,900000 ze stratą 12 członków załogi .
9 sierpnia w Cieśninie Sycylijskiej U-Boot zatopił włoski żaglowiec „Girolamo Ciolino” o pojemności 58 BRT, przewożący fosforany z Safakis do Włoch (na pozycji 36°18′N 13°34′E/36,300000 13,566667) . Nazajutrz w odległości 7 Mm od Valletty okręt zatopił w ataku torpedowym zbudowany w 1890 roku francuski parowiec „Polynesien” o pojemności 6373 BRT . 27 sierpnia w odległości 84 Mm na wschód od Valletty UC-22 zatopił zbudowany w 1906 roku francuski transportowiec „Pampa” (4471 BRT), transportujący żołnierzy z Marsylii i Bizerty do Salonik (w wyniku ataku śmierć poniosło 117 osób) .
Nie czekając na rozpad Austro-Węgier, UC-22 (podobnie jak inne działające na Morzu Śródziemnym niemieckie okręty podwodne) podjął udaną próbę powrotu do Niemiec, opuszczając Adriatyk między 28 października a 1 listopada 1918 roku. Po dopłynięciu do ojczyzny, w myśl postanowień rozejmu w Compiègne został 3 lutego 1919 roku poddany Francuzom . Złomowano go w Landerneau w lipcu 1921 roku .

## Podsumowanie działalności bojowej
SM UC-22 wykonał łącznie 15 rejsów operacyjnych, w wyniku których zatonęły 22 statki o łącznej pojemności 41 351 BRT i okręt podwodny o wyporności 414 ton, a trzy statki o łącznej pojemności 14 012 BRT zostały uszkodzone . Na pokładach zatopionych i uszkodzonych jednostek zginęły co najmniej 422 osoby, w tym 224 na brytyjskim krążowniku pomocniczym HMS „Louvain”  . Pełne zestawienie zadanych przez niego strat przedstawia poniższa tabela :
| Data              | Nazwa              | Państwo            | Tonaż       | Los jednostki |
| ----------------- | ------------------ | ------------------ | ----------- | ------------- |
| 28 września 1916  | „Emma”             | Imperium Rosyjskie | 279         | zatopiony     |
| 29 listopada 1916 | „Luciston”         | Wielka Brytania    | 2948        | zatopiony     |
| 1 grudnia 1916    | „Burcombe”         | Wielka Brytania    | 3516        | zatopiony     |
| 4 grudnia 1916    | „Algerie”          | Francja            | 4035        | zatopiony     |
| 28 grudnia 1916   | „Oronsay”          | Wielka Brytania    | 3761        | zatopiony     |
| 30 grudnia 1916   | „Apsleyhall”       | Wielka Brytania    | 3882        | zatopiony     |
| 1 stycznia 1917   | „Baycraig”         | Wielka Brytania    | 3761        | zatopiony     |
| 27 lutego 1917    | „Bellorado”        | Wielka Brytania    | 4649        | uszkodzony    |
| 3 kwietnia 1917   | „Cloughton”        | Wielka Brytania    | 4221        | uszkodzony    |
| 3 kwietnia 1917   | „Oberon”           | Wielka Brytania    | 5142        | uszkodzony    |
| 5 kwietnia 1917   | „Agia”             | Królestwo Grecji   | 20          | zatopiony     |
| 5 kwietnia 1917   | „Evangelistria”    | Królestwo Grecji   | 29          | zatopiony     |
| 5 kwietnia 1917   | „Kyriotis”         | Królestwo Grecji   | 19          | zatopiony     |
| 17 czerwca 1917   | „Aghios Georgios”  | Królestwo Grecji   | 16          | zatopiony     |
| 19 czerwca 1917   | „Ariane”           | Francja            | 414         | zatopiony     |
| 31 lipca 1917     | „Regina”           | Królestwo Grecji   | 70          | zatopiony     |
| 3 sierpnia 1917   | „San Nicola”       | Włochy             | 30          | zatopiony     |
| 14 sierpnia 1917  | „Julita”           | Hiszpania          | 641         | zatopiony     |
| 22 sierpnia 1917  | „Golo II”          | Francja            | 1380        | zatopiony     |
| 20 stycznia 1918  | HMS „Louvain”      | Royal Navy         | 1830        | zatopiony     |
| 25 stycznia 1918  | „Aghios Dimitrios” | Królestwo Grecji   | 50          | zatopiony     |
| 16 kwietnia 1918  | „Romania”          | Włochy             | 2562        | zatopiony     |
| 13 czerwca 1918   | „Octo”             | Norwegia           | 1620        | zatopiony     |
| 9 sierpnia 1918   | „Girolamo Ciolino” | Włochy             | 58          | zatopiony     |
| 10 sierpnia 1918  | „Polynesien”       | Francja            | 6373        | zatopiony     |
| 27 sierpnia 1918  | „Pampa”            | Francja            | 4471        | zatopiony     |
| RAZEM             | RAZEM              | zatopione:         | zatopione:  | 23            |
| RAZEM             | RAZEM              | uszkodzone:        | uszkodzone: | 3             |